# Marie Fredriksson
Gun-Marie Fredriksson (pronunciación en sueco: /ɡɵnː maˈriː ˈfrêːdrɪkˌsɔn/ (escucharⓘ) (Össjö, Escania, 30 de mayo de 1958-Djursholm, Estocolmo, 9 de diciembre de 2019), conocida artísticamente como Marie Fredriksson, fue una cantante y compositora sueca que alcanzó fama a nivel internacional por ser la voz femenina del dúo de pop Roxette, junto a Per Gessle desde el año 1986. Integrando esa dupla, entre finales de los 80's y principios de los 90's con sus álbumes Look Sharp! de 1988 y Joyride, de 1991 lograron varios hits que ingresaron al Billboard Hot 100, alcanzando 4 #1: The Look, Listen to your heart, It must have been love y Joyride.

## Biografía
Marie era hija de Charles Gösta Fredriksson (1914-1981) y de Inez Dagmar Hoffer (1922-1998). Era la menor de cinco hermanos: Inga-Stina, Anna-Lisa, Ulla-Britt y Sven-Arne. Anna-Lissa Fredriksson (1945-1965), falleció a los veinte años en un accidente de tráfico. Este evento marcó su vida y la de su familia, desde su temprana infancia.
Nació en Össjö un pequeño poblado perteneciente al municipio de Ängelholm, en la provincia de Escania, Suecia. Una mala racha económica hizo perder la granja que administraba su padre, y la familia debió marcharse, cuando ella era muy niña, hasta Östra Ljungby, una pequeña localidad, situada en el municipio de Klippan al noroeste de Skåne. Allí trancurrio el resto de su infancia y adolescencia. Desde su temprana niñez adquirió el gusto por la música. Su padre, según sus dichos, era un excelente cantante al estilo del tenor Jussi Björling. Fue el origen de su gusto por la música. Todas sus hermanas cantaban. Su padre era de cantar y de tocar instrumentos y sus hijas le acompañaban cantando y bailando.
Junto a su hermana Tina participó del coro de la iglesia. Y comenzada la escuela primaria su padre alquiló un piano. Y más adelante compró uno de la marca Schimmel, al que le faltaban algunas octavas. Gracias ello tanto ella como Tina entrenaron el oído. Y mientras que Tina era más apegada a las partituras Marie lo era más de la improvisación, y con ello desarrolló su talento para componer y escribir.

Tina era más fiel a la partitura, mientras que yo improvisaba y era más
libre. Hice mi primera canción cuando tenía cinco o seis años. La letra hablaba de algo así como que se caía un pajarito gris. Lamentablemente, después de mi enfermedad no recuerdo nada más. Pero durante mi infancia y adolescencia me solía sentar al piano y hacía arreglos a las canciones que yo misma había compuesto.
Marie Fredriksson - Listen To my heart - p. 31

Durante su adolescencia sus artistas preferidos fueron The Beatles, Creedence, Pugh, Led Zeppelin, Los Stones, Jimi Hendrix, Ike y Tina Turner. Terminada la escuela obligatoria, se anotó en Economía, donde sobresalió en las actividades musicales del instituto. Luego de una búsqueda por parte de la orientadora del instituto, a pesar de tener un año menos de lo que se requería, ingresó a la Universidad Popular Fridhem de Svalöv. Allí amplió su horizonte musical. De escuchar pop y rock a interesarse por el blues y el jazz. Desde entonces sus tiempos se fueron repartiendo entre Svalöv y Östra Ljungby. 
En el instituto tomo contacto con el módulo de Arte Dramático. Allí conoció al director teatral Peter Oskarson y al actor Peter Haber. Consiguió un pequeño papel en la obra Maria från Borstahusen de Mary Andersson que el Skånska Teatern llevó de gira por el país. Y de ese modo llegó por primera vez a Estocolmo como parte del reparto actoral que se presentó en el teatro Södra.

## Inicios en la música

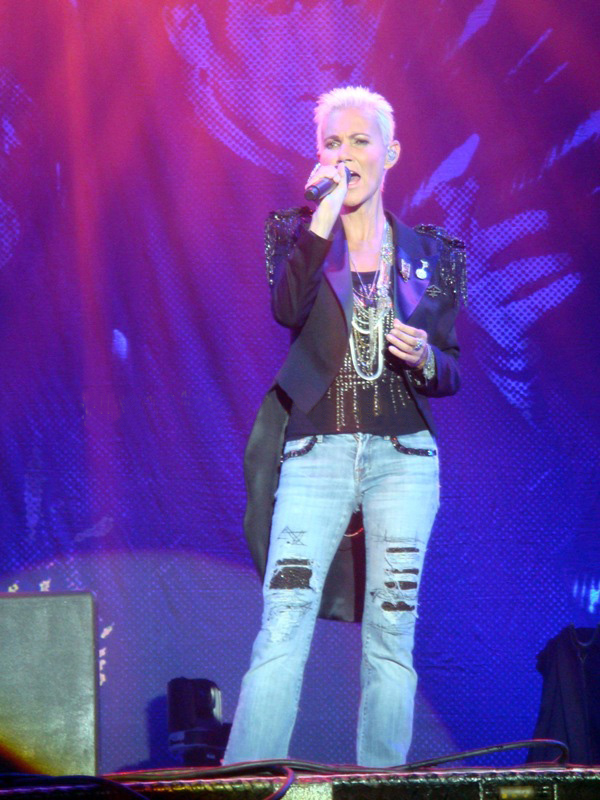
Marie Fredriksson en vivo en el concierto de Roxette en Halmstad, el 14 de agosto de 2010

Por esos días conoció a Stefan Dernbrant, con quien había vivido un tiempo en Halmstad. Este era integrante de la banda Strulpojkar, como baterista. Y allí conoció a Martin Sternhufvud, líder de la banda, a Per Gessle (con quien integrarian Roxette), y a Mats Persson, estos últimos colaboraron en la banda, antes de que su propia banda, Gyllene Tider saltara a la fama en Suecia.
Llegó a ser integrante de Strulpojkar que cambió su nombre por Strul. Con el tiempo rompió su relación con Stefan y emprendió una nueva con Martin. Eso parecio ser el fin de la banda, pero justo en ese momento les llegó la oportunidad de grabar un sencillo con el sello Bastun. En ese sencillo publicaron las canciones Ki-I-Ai-Oo y Strul Igen. Al mismo tiempo les llegó la oferta de aparecer en Rockcircus un programa de TV que se hacía desde el circus en Estocolmo. Unas semanas antes de ese debut Marie recibió la triste noticia del fallecimiento de su padre:

Apenas unas semanas antes de nuestra primera aparición en un programa de televisión me llamó mi hermano Sven-Arne para decirme que mi padre había muerto. Había sufrido un infarto de miocardio en casa, sentado a la mesa de la cocina, el 20 de abril de 1981. Viajé hasta Ängelholm, donde estaba Tina, y después fuimos juntas a Östra Ljungby. Lo peor era que mi madre se quedaba
sola, con su párkinson. Por supuesto, también sentí amargura porque mi padre nunca me pudo acompañar y verme cantar como artista.
Marie Fredriksson - Listen to my heart - p. 42

Posterior a la presentación en TV Martin Sternhufvud y Marie dejaron atrás Strul y formaron Mamas Barn. Desde su inicio contaron con el apoyo de Anders Herrlin y Micke "Syd" Andersson, bajista y baterista, respectivamente, de Gyllene Tider. Ambos aparecen en el único disco que grabaron para el sello Metronome: Barn Som Barn. Este disco fue publicado el 1 de junio de 1981.Posterior a ello, en diciembre de ese año, Marie grabó un sencillo navideño junto con Per Gessle y su banda, que salió publicada en la revista Schlager: Ingenting av vad du behöver. Con el tiempo esta canción fue incluida en la reedición del tercer disco de Gyllene Tider Puls.
Y si bien Barn Som Barn fue una grata realidad para su dúo con Martin el disco apenas si paso las mil copias en ventas. Y aunque ambos coincidieron que las grabaciones podrían haber sido mejores, tenía el conflicto interno de que en ese dúo ella era una acompañante. EMI y Metronome le estaban ofreciendo dar el siguiente paso, para grabar como solista. 

El disco de MaMas Barn recibió buenas críticas, pero apenas se vendieron más de mil ejemplares. Martin pensaba que debíamos seguir trabajando juntos. Ninguno de los dos estábamos satisfechos con la producción del disco, y Martin pensó que debíamos desquitarnos y demostrar de lo que éramos capaces.
Pero en vez de eso, yo recibí ofertas de Metronome y de EMI para hacer carrera en solitario. Me proponían que dejara de esconderme en un grupo y diera un paso al frente, en solitario.
Marie Fredriksson - Listen to my heart - p 43

## Carrera musical

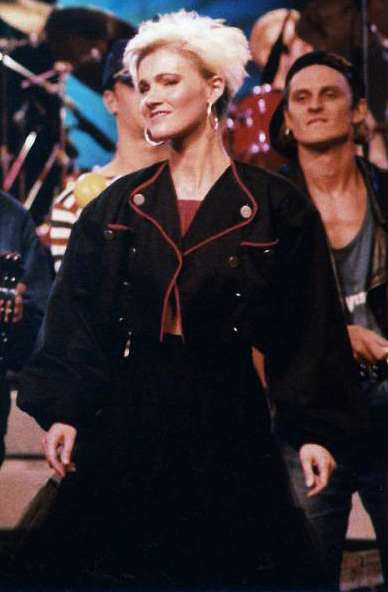
Marie Fredriksson en 1987.

Su primer álbum solista fue Het Vind publicado a través de EMI el 20 de septiembre de 1984. Esta placa contó con canciones autoría de ella, de Lasse Lindbom, productor de este disco, y también de Gyllene Tider. Contó también con una canción autoría de Martin Sternhufvud su expareja (se habían separado y estaba en una relación con Lasse). Para esta producción también había una canción de Per Gessle, Rickie Lee, que inicialmente no fue incluida en la edición original. Como primer sencillo la discográfica eligió Ännu doftar kärlek, una canción que no convenció mucho a Marie. En esta placa aparece la canción Natt efter natt que es una versión sueca de la canción All Through the Night de Cyndi Luper. Este disco alcanzó la posición #20 en el chart sueco.
Posteriormente su segundo disco Den Sjunde Vågen la consagró como una artista de renombre en Suecia. Este LP fue publicado el 17 de febrero de 1986 en formato LP y casete, mientras que en formato CD fue posteriormente lanzado el 29 de octubre de 1986. El disco llegó al puesto #6 del chart sueco. Mientras esto sucedía, al mismo tiempo publicó el 8 de julio de 1986 junto a Per Gessle un sencillo que escalo hasta el #3 en el chart sueco: Neverending love. Por los resultados rápidamente se corporizó la publicación de un disco que fue publicado el 31 de octubre de 1986: Pearls of passion. 
No del todo segura del éxito de este proyecto internacional, decidió seguir con su carrera solista y en 1987 editó su tercer álbum, Efter Stormen. La placa, publicada el 12 de octubre llegó al #7 en el chart sueco. En Suecia, certificó ventas por 100 mil unidades vendidas consiguiendo el disco de platino.
Mientras consolidaba su carrera solista en Suecia, con Roxette cruzaba las fronteras y los océanos. El segundo disco publicado con su compañero Per Gessle Look Sharp! certificó ventas por 10 millones de copias siendo triple platino en Suecia con 300 mil copias vendidas. Mientras que en USA con 1 millón de copias vendidas lograron 2 #1 en el Billboard Hot 100 con las canciones The Look y Listen to your heart. En medio de toda esa fama adquirida junto a Per, el 17 de febrero de 1989 lanzó el sencillo Sparvöga para una serie de TV del mismo nombre. Esta canción, producida por Anders Herrlin, bajista de Roxette y Gyllene Tider, llegó al puesto #6 en el swedish chart.
Lejos de decrecer, con Roxette su fama fue en ascenso. En 1990 consiguieron su tercer #1 en el Billboard Hot 100 con la canción It must have been love que fue parte de la banda de sonido del film Pretty Woman que protagonizaron Julia Roberts y Richard Gere y al año siguiente en 1991 superaron su propio récord con el álbum Joyride que vendió 11 millones, siendo el sencillo, del mismo nombre, su cuarto #1 en el Billboard Hot 100.
En 1992 regresó al mercado sueco con el álbum Den Standiga Resan, que vendió más que cualquier otro álbum de Marie. Una gira por Suecia la llevó al reencuentro con sus más fieles seguidores.
Ya más acostumbrada a las agendas de Roxette y a lo que significaba ser parte de un grupo internacional, Marie regresó en distintas ocasiones y cada varios años. En 1996 I En Tid Som Vår nuevamente logró buenas ventas y tres sencillos del álbum mantienen su carrera en la cima.
El álbum Äntligen - Bästa 1984-2000, editado en 2000, recopiló los mejores éxitos de Marie. Incluye además dos nuevas canciones: «Det Som Var Nu», una balada cantada a dúo con Patrik Isaksson y el tema que da nombre al álbum, «Äntligen», inició una nueva gira por Suecia y el éxito llevó a más de cien mil personas a asistir a sus conciertos. Aquel recopilatorio de grandes éxitos vendió más de trescientos mil discos en Suecia.
En 2002, apareció en el mercado una caja que incluía los cinco álbumes de estudio de Marie grabados entre 1984 y 1996 más un álbum con sus mejores canciones en vivo de la reciente gira Äntligen 2000.

## Interrupción de su carrera
En septiembre de ese mismo año, Marie iba a embarcarse junto a su compañero Per Gessle en una serie de conciertos sinfónicos, pero un acontecimiento hizo que este y muchos planes cambiaran de rumbo. Horas antes de conceder una conferencia de prensa, Marie Fredriksson se resbaló y se golpeó la cabeza fuertemente en el baño de su hogar y fue hospitalizada. Al día siguiente, después de una serie de estudios, se le diagnosticó un tumor cerebral, la noticia conmocionó no sólo a sus seguidores, sino también al mundo de la música.
Semanas más tarde, Marie fue intervenida quirúrgicamente y el tumor fue extirpado por completo. Si bien la operación fue un éxito, la exitosa cantante fue sometida a un estricto tratamiento con el fin de evitar otras nuevas formaciones de cáncer. Como secuela de dicha operación, Marie perdió el cabello y la capacidad para leer y cantar, teniendo que aprender de nuevo. Durante casi dos años permaneció lejos de la escena musical, dedicándose por completo a su familia y recibiendo el tratamiento. A lo largo de ese lapso, escribió y grabó un álbum (The Change) que refleja todos esos momentos vividos.

## Regreso como solista
The Change marcó el regreso de Marie, pero esta vez en inglés, debutando así en el mercado internacional. El álbum refleja los tristes episodios en su vida desde que le fue detectado un tumor en 2002 y se vio obligada a alejarse del mundo de la música por varios años. El álbum se editó en Suecia y varios países de Europa en 2004. 
Min Bäste Vän salió al mercado en 2006 editado por EMI Svenska. Es una recopilación de covers de los temas folk suecos de los años 70 favoritos de Marie.
En 2007, Marie volvió a la escena musical, interpretando cuatro canciones en el álbum debut de su esposo, Mikael Bolyos, A Family Affair. En dicho álbum se incluye finalmente la canción «Hometown», que originalmente fue grabada en 1996 para la banda sonora de la película sueca Such is life. Por razones desconocidas, dicha banda sonora nunca salió a la venta como tal. Los temas compuestos por Marie y su esposo Mikael para la película están incluidos en el álbum "I En Tid Som Vår" de 1996, sin embargo en dicho album no se incluyó el tema "Hometown" cuyo pasaje de unos segundos se puede escuchar en la película mencionada.
El 28 de noviembre de 2007 se editó una nueva compilación titulada Tid för tystnad, en la que se incluyeron sus mejores baladas, más dos nuevas canciones, «Ordet är farväl» y «Ett bord i solen», que es la versión en sueco de su tema «A Table in the Sun», incluidos en el disco The Change de 2004. El 8 de julio de 2008 el disco fue editado por EMI-Odeón Argentina.

## El regreso de Roxette
La vuelta de Roxette se produjo en enero de 2011, con el sencillo «She's Got Nothing On (But The Radio)», que forma parte del álbum Charm School. Disco con el cual comenzaron una nueva gira mundial que los llevó por los cinco continentes y que duró hasta 2012. Ese mismo año lanzaron Travelling, un disco en el que se mezclaron canciones en vivo y de estudio.
A fines de 2012 editaron un CD-DVD llamado Travelling The World, el cual contiene el audio del concierto del dúo en Santiago de Chile y el DVD con presentaciones alrededor del mundo del mismo año.
No obstante, el 19 de abril de 2016, se anunció la cancelación de la gira mundial por el 30.º aniversario del dúo debido a los problemas de salud de la cantante, a la que sus médicos aconsejaron que se abstuviera de viajar. Sin embargo, se lanzó el décimo disco de la banda llamado Good Karma, del cual se desprendió el sencillo «It Just Happens».

## Fallecimiento
Marie falleció el 9 de diciembre de 2019 tras un largo tratamiento contra un tumor cerebral en su residencia en Djursholm, Provincia de Estocolmo, a los 61 años. La noticia fue confirmada por la gerente de prensa de la banda, Marie Dimberg, en un comunicado.

## Vida personal
En mayo de 1994, se casó con el cantante sueco Mikael Bolyos en una ceremonia privada. Tuvieron dos hijos: Inez Josefin y Oscar Mikael.

## Discografía
- Het vind (1984)
- Den sjunde vågen (1985)
- Efter stormen (1987)
- Den ständiga resan (1992)
- I en tid som vår (1996)
- Äntligen - Marie Fredrikssons bästa 1984-2000 (2000)
- Kärlekens Guld (6-CD Box) (2002)
- The Change (2004)
- Min bäste vän (2006)
- Tid för tystnad (2007)
- Nu! (2013)